# Claudia Gaebel
Claudia Gaebel (* 15. November 1982 in Pirna) ist eine deutsche Schauspielerin.

## Leben und Karriere
Claudia Gaebel wurde in Pirna geboren. Sie studierte Schauspiel an der Universität Mozarteum Salzburg. Während dieses Studiums war sie am Salzburger Landestheater engagiert. Danach spielte sie erstmals 2010 bei den Störtebeker-Festspielen in Ralswiek auf der Insel Rügen mit, wo sie seither mit Unterbrechungen zu sehen ist. 2015 ist Gaebel in ihrer ersten großen Fernsehrolle als Christine „Chris“ Wuttke in Block B – Unter Arrest zu sehen.
Claudia Gaebel lebt in Berlin.

## Theaterrollen (Auswahl)
- 2013: Beginn einer Legende: Elisabeth (Störtebeker-Festspiele)
- 2012: Martes Lied: Marte (Oybiner Ritterspiele)
- 2011: Parzival: Blanchefleur (Thalia Theater)
- 2011: Der Schatz der Templer: Maria (Störtebeker-Festspiele)
- 2010: Der Fluch des Mauren: Maria (Störtebeker-Festspiele)
- 2006: Die Schuldigkeit des ersten Gebots: Teufel (Salzburger Festspiele)

## Filmografie (Auswahl)
- 2004: Das Duo
- 2004: St. Angela
- 2011: Inga Lindström: Wilde Pferde auf Hillesund
- 2012: Heute bin ich blond
- 2015: Block B – Unter Arrest
- 2019: Sankt Maik
- 2019: Freundinnen – Jetzt erst recht  (Fernsehserie, 47 Folgen)
- 2021: SOKO Stuttgart (Fernsehserie, Folge: Tödlicher Sog)
- 2022: SOKO Wismar (Fernsehserie, Folge: Körperkult)
- 2023: SOKO Köln (Fernsehserie, Folge Die Mischung macht's)